# Xinóvrysi
Xinóvrysi, en grec moderne : Ξινόβρυση, est un village du dème du Pélion-du-Sud, district régional de Magnésie, en Thessalie, Grèce.
Selon le recensement de 2011, la population du village s'élève à 164 habitants.